# Blues by Lonnie Johnson
| Recensione | Giudizio |
| ---------- | -------- |
| AllMusic   | [ 1 ]    |

Blues by Lonnie Johnson è il secondo album discografico di Lonnie Johnson, pubblicato dall'etichetta discografica Prestige Bluesville Records nel 1960.

## Tracce
Lato A
Testi e musiche di Lonnie Johnson.
1. Don't Ever Love – 3:33
2. No Love for Sale – 3:02
3. There's No Love – 2:25
4. I Don't Hurt Anymore – 3:53
5. She Devil – 2:53
6. One Sided Love Affair – 3:12

Lato B
Testi e musiche di Lonnie Johnson.
1. Big Leg Woman – 3:11
2. There Must Be a Way – 3:23
3. She's Drunk Again – 3:21
4. Blues 'Round My Door – 3:33
5. You Don't Move Me – 2:12
6. You Will Need Me – 3:27

## Musicisti
- Lonnie Johnson - voce, chitarra
- Hal Singer - sassofono tenore (eccetto brano: No Love for Sale)[2]
- Claude Hopkins - pianoforte
- Wendell Marshall - contrabbasso
- Bobby Donaldson - batteria

Note aggiuntive
- Chris Albertson - produttore e supervisore
- Registrazioni effettuate l'8 marzo 1960 al Rudy Van Gelder Studio di Englewood Cliffs, New Jersey (Stati Uniti)
- Rudy Van Gelder - ingegnere delle registrazioni
- David B. Bitten - note retrocopertina album[3][4]